# Moreno Soeprapto

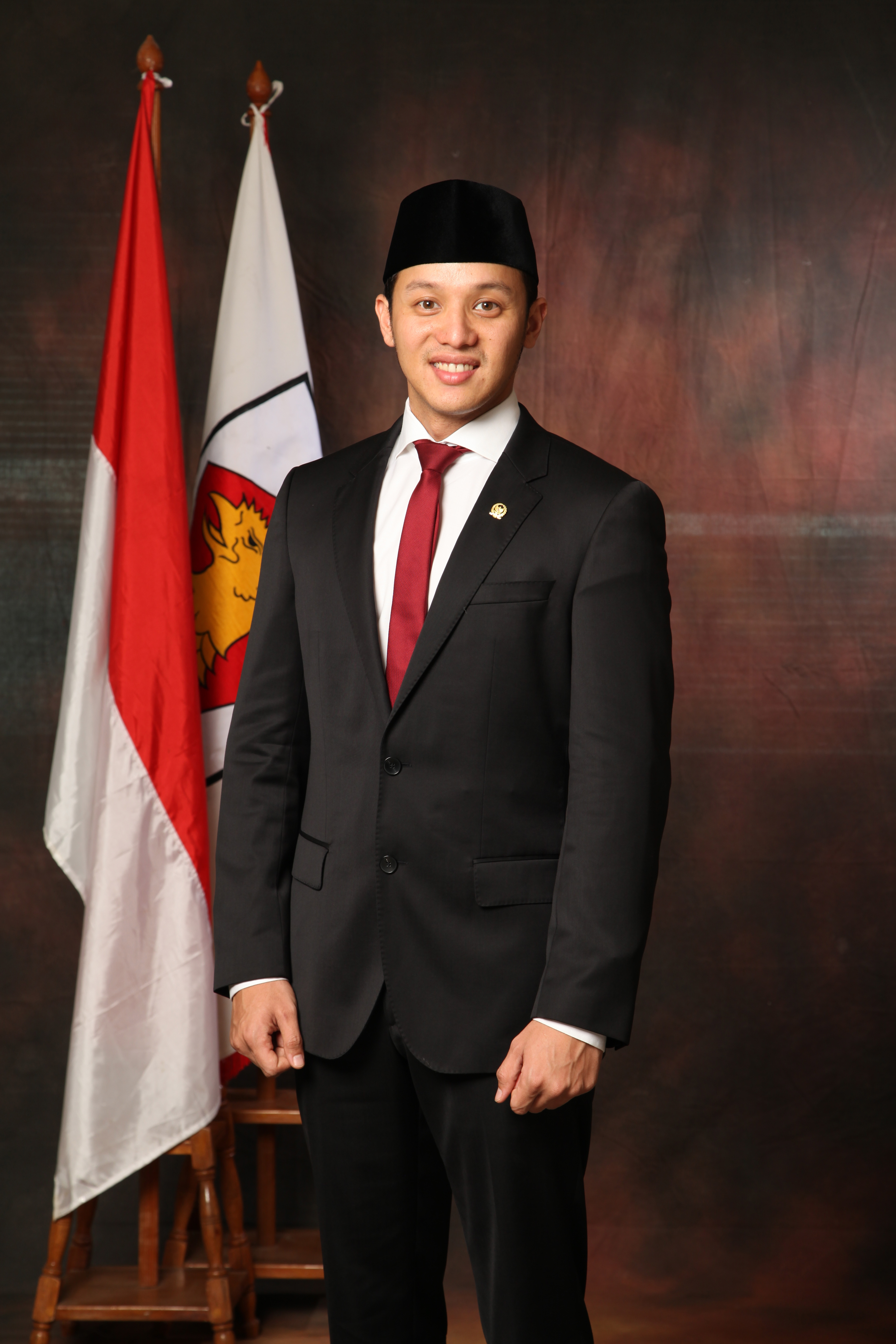
Moreno Soeprapto 2014

Moreno Soeprapto (* 14. November 1982 in Jakarta) ist ein ehemaliger indonesischer Autorennfahrer. Er ist der jüngere Bruder des Rennfahrers Ananda Mikola.

## Karriere
Soeprapto begann seine Motorsportkarriere im Formelsport 2004 in der asiatischen Formel-3-Meisterschaft. Er nahm in dem Jahr an einem Rennen teil. In der folgenden Saison wurde Soeprapto Neunter der asiatischen Formel 3 und Gesamtsieger der Promotion-Wertung. 2006 blieb er in der asiatischen Formel-3-Meisterschaft. Beim Rennen auf dem Sentul International Circuit hatte er einen schweren Unfall. Soeprapto fuhr James Winslow auf und hob ab. Bei dem Einschlag in die Streckenbegrenzung wurden die Treibstoffschläuche an seinem Wagen zerstört und der Treibstoff lief aus. Winslow half Soeprapto, sich aus dem Wagen, der wenig später in Flammen aufging, zu befreien, und rettete ihm das Leben. Am Saisonende lag Soeprapto mit fünf Podest-Platzierungen auf dem fünften Meisterschaftsplatz. Darüber hinaus nahm er an zwei Rennen der asiatischen Formel Renault V6 teil.
Im anschließenden Winter 2006/2007 debütierte Soeprapto in der A1 Grand Prix. Er ersetzte seinen Bruder Ananda Mikola für das Saisonfinale. Zuvor hatte Soeprapto bereits mehrmals am Rookie-Training für das indonesische Team teilgenommen. Anschließend absolvierte Soeprapto seine dritte Saison in der asiatischen Formel 3. Er entschied drei Rennen für sich und verbesserte sich auf den dritten Platz in der Fahrerwertung. Außerdem startete er zu vier Rennen der australischen Formel-3-Meisterschaft. 2008 nahm Soeprapto an zwei Rennen der Speedcar Series teil.
Seit 2009 hat Soeprapto an keiner Rennserie mehr teilgenommen.

## Statistik

### Karrierestationen
| - 2004: Asiatische Formel 3 (Platz 18) - 2005: Asiatische Formel 3 (Platz 9) - 2006: Asiatische Formel 3 (Platz 5) | - 2006: Asiatische Formel Renault V6 (Platz 14) - 2007: A1 Grand Prix - 2007: Asiatische Formel 3 (Platz 3) | - 2007: Australische Formel 3 - 2008: Speedcar Series |